# Maretakbloemwants
De maretakbloemwants (Anthocoris visci) is een wants uit de familie van de bloemwantsen (Anthocoridae). De soort werd het eerst wetenschappelijk beschreven door John William Douglas in 1889.

## Uiterlijk
De variabel gekleurde bloemwants is macropteer (langvleugelig) en kan 2,5 tot 3 mm lang worden. De kop en het halsschild zijn licht of donkerrood, het halsschild is meestal aan de achterkant donkerder, evenals het scutellum. De voorvleugels zijn glanzend en bedekt met lichte haartjes, met uitzondering van het matte smalle driehoekige vlakje tussen het scutellum en het verharde deel van de voorvleugel (clavus) en het voorste stuk van het verharde deel van de voorvleugel. Het uiteinde van het hoornachtige gedeelte van de voorvleugels (de cuneus) en de punt van de clavus zijn donker. De rest van de vleugels zijn variabel rood met in het midden van de vleugels een licht deel. Het donkere doorzichtige gedeelte van de voorvleugels heeft een witte vlek aan het begin en aan de zijkant. Normaliter zijn de vleugels over elkaar gevouwen en zijn dus drie grote witte vlekken te zien. De zuigsnuit is kort en wordt normaliter onder het lichaam gehouden. Deze komt dan bijna tot het begin van de voorste pootjes. De pootjes zijn zelf geel met soms bruine delen. De antennes zijn variabel gekleurd. In sommige gevallen geheel lichtrood, soms lichtrood met een gedeeltelijk bruin derde antennesegment of rood met de laatste twee antennesegmenten donker.

## Leefwijze
De soort overleeft de winter als volwassen dier en kent in elk geval één generatie in het jaar, mogelijk twee. De wantsen van de nieuwe generaties verschijnen vanaf juni en augustus en de volwassen dieren zijn van juni tot november te vinden, uitsluitend op maretak (Viscum album). Waarschijnlijk voeden ze zich met de bladvlo Psylla visci. 

## Leefgebied
De wants is in Nederland zeer zeldzaam en wordt alleen in Limburg gevonden. Het verspreidingsgebied strekt zich uit van West-Europa tot in Turkije en Spanje. 